# Comuna Bucealî, Horodok
Bucealî (în ucraineană Бучали) este o comună în raionul Horodok, regiunea Liov, Ucraina, formată din satele Bucealî (reședința), Katerînîci și Lîtovka.

## Demografie
Componența lingvistică a comunei Bucealî
     Ucraineană (99,7%)
Conform recensământului din 2001, majoritatea populației comunei Bucealî era vorbitoare de ucraineană (99,7%), existând în minoritate și vorbitori de alte limbi.